# Hueycalli
Hueycalli är en ort i Mexiko.   Den ligger i kommunen General Canuto A. Neri och delstaten Guerrero, i den södra delen av landet, 150 km sydväst om huvudstaden Mexico City. Hueycalli ligger 1 053 meter över havet och antalet invånare är 108.
Terrängen runt Hueycalli är lite bergig. Runt Hueycalli är det ganska glesbefolkat, med 26 invånare per kvadratkilometer. Närmaste större samhälle är Santa Ana Zicatecoyan, 15,6 km nordväst om Hueycalli. I omgivningarna runt Hueycalli växer huvudsakligen savannskog.